# ارنست فون برگمان
ارنست فون برگمان (آلمانی: Ernst von Bergmann؛ ‏  ۱۶ دسامبر ۱۸۳۶ –  ۲۵ مارس ۱۹۰۷) جراح اهل آلمان بود. وی نخستین پزشکی بود که از حرارت و گرم کردن تجهیزات جراحی جهت سترون کردن آنها استفاده کرد و از پیشگامان جراحی‌های بدون عفونت  و همچنین جراحی هیدروسل بود. او از نخستین کسانی بود که در حرفهٔ پزشکی، روپوش سفید پوشید.
او دانش‌آموختهٔ رشته پزشکی در دانشگاه تارتو بود و بعدها استاد دانشگاه وورتسبورگ و دانشگاه هومبولت برلین شد.